# Brigade Mobil
Pour les articles homonymes, voir Brigade mobile.
La Brigade Mobil ou "Brimob" est un corps de la police indonésienne organisé comme une unité militaire. Ses effectifs sont de 45 000 hommes. Elle est commandée par un inspecteur général (grade équivalent à celui général de division dans l'armée.
Sa fonction principale est l'intervention armée rapide dans les situations d'urgence. Plus généralement, depuis la fin du régime Soeharto, la Brimob prend en charge les missions de sécurité qu'assurait jusque-là l'armée de terre. Elle est en cela comparable à la gendarmerie mobile française pour sa mobilité mais son champ d’activités dépasse complètement celle-ci. En terme opérationnel elle est l’égale du GIGN du RAID ou de la BRI.

## Description

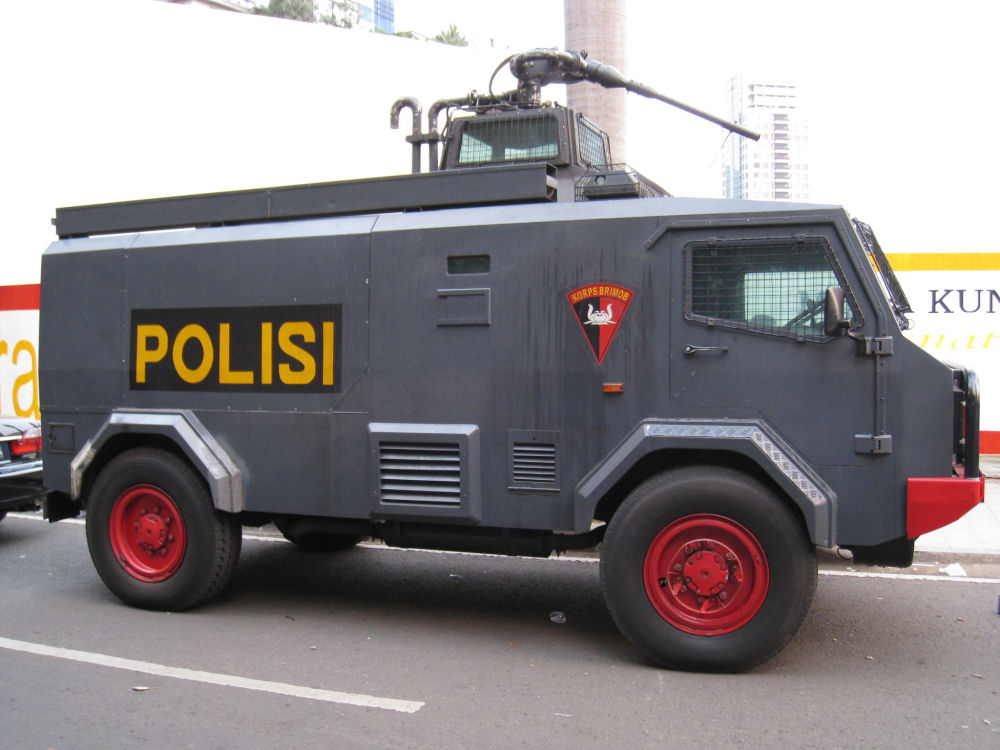
Un véhicule de la Brimob

La Brimob possède des unités aéroportées et des blindés. Elle possède également trois unités de le[pas clair] pelopor, le Gegana et le détachement spécial 88. Enfin, elle est chargée de la répression anti-émeutes depuis les émeutes de Jakarta de mai 1998. Jusque là, sous le régime de Soeharto, la répression des manifestations était confiée à l'armée de terre indonésienne.

## Historique
L'origine de la Brigade Mobil est la création le 21 août 1945 des Pasukan Polisi Istimewa ("troupes spéciales de la police"). Une de leurs premières missions est le désarmement des troupes d'occupation japonaises encore présentes sur le territoire.
En 1946, le premier ministre socialiste Sjahrir crée la Mobile Brigade (Mobrig), dont la mission est de faire face aux pressions de l'armée indonésienne et aux coups d'État militaires potentiels.
En 1947, la Mobrig est transformée en unité militaire. Elle participera à la répression des différentes rébellions qui frapperont l'Indonésie de la fin des années 1940 à la fin des années 1950, notamment :
- 1948 : "affaire de Madiun", où des éléments armés proches du parti communiste indonésien occupent la ville,
- 1949 : Darul Islam, mouvement qui veut imposer un état musulman en Indonésie,
- 1950 : soulèvement du capitaine hollandais Raymond Westerling à Bandung, république des Moluques du Sud du Dr Soumokil
- 1958 : rébellion du PRRI à Sumatra occidental et de la Permesta à Sulawesi du Nord et aux Moluques.

En 1961, la Mobrig est rebaptisée Korps Brigade Mobil. La Brimob participe à la confrontation Indonésie-Malaisie en 1963.
À la suite du mouvement du 30 septembre 1965, alors que d'une part, l'armée de terre entreprend d'écarter le président Soekarno mais que d'autre part, des unités comme les KKO (fusiliers marins) se montrent loyales au président, la Brimob reste neutre.
Le corps participe à l'invasion du Timor oriental en 1975.
En mai 1998, une fusillade éclate devant l'université catholique Tri Sakti de Jakarta, devant laquelle était stationnées des unités de l'armée de terre et de la Brimob. 4 étudiants sont tués. L'enquête officielle en attribue la responsabilité à la Brimob, dont 9 membres sont condamnés à des peines de prison en 2003.
En 2002 dans la ville de Binjai dans le nord de Sumatra près d'Aceh, des éléments de la Brimob ont été pris à partie par des membres de l'armée de terre. Cet incident, qui a fait 8 morts, est survenu dans un contexte, d'une part de conflit en Aceh, d'autre part de séparation de la police des forces armées.

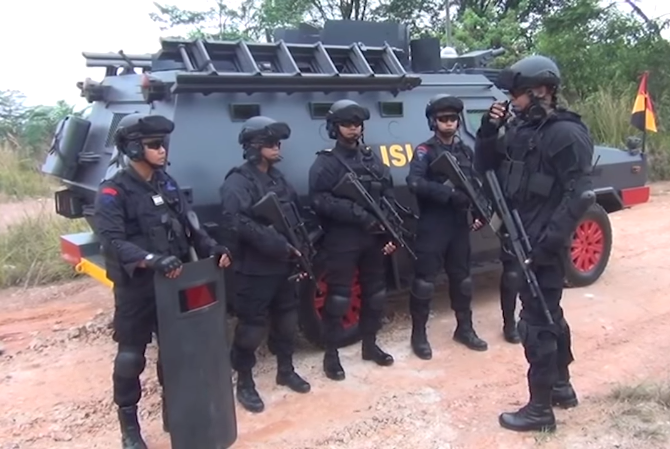
Opérateurs du Brimob

Avec l'imposition par les Américains en 1991 d'un embargo sur les armes à destination de l'Indonésie, et la rupture en 1999 de la coopération militaire entre les deux pays en condamnation des violences qui ont suivi le résultat du référendum au Timor oriental qui donnait une très large majorité aux partisans de l'indépendance, la police a reçu l'essentiel de l'aide américaine en matière de sécurité. Ceci a provoqué des protestations soulignant les violations des droits de l'homme dont s'est rendue coupable la Brimob dans les différentes zones de conflit en Indonésie : Aceh, Papua et Timor oriental.

Durant le conflit en Aceh, 8 000 hommes de la Brimob étaient stationnés dans la province, en plus des 20 000 hommes de l'armée de terre. Les exactions de la Brimob faisaient que les Acehnais préféraient encore avoir affaire à l'armée.